# Guda (Gerresheim)
Guda (* um 1180; † um 1232) war Äbtissin im Stift Gerresheim.

## Leben
Guda gehörte mindestens seit 1200 dem Gerresheimer Kapitel an. In jenem Jahr kam es in Gerresheim zu einer Äbtissinnen-Doppelwahl. 12 Kanonissen wählten Gertrud, 5 Kanonissen und 6 Kanoniker dagegen Guda. Guda erkannte die Wahl Gertruds nicht an und erhielt Unterstützung u. a. vom damaligen Erzbischof von Köln, Adolf von Altena, sowie dem damaligen Propst von St. Georg und späteren Kölner Erzbischof Engelbert von Berg, weshalb eine Verwandtschaft Gudas mit den Grafen von Berg vermutet wird. Der Streit wurde schließlich von Papst Innozenz III. zugunsten Gertruds entschieden, die daraufhin bis zu ihrem Tod 1212 Äbtissin war. Nachfolgerin Gertruds wurde Guda.
Auf Gudas Veranlassung hin entstand das hochmittelalterliche Gerresheimer Heberegister, welches den Grundbesitz des Stifts rund um Gerresheim und im Rheinland auflistete. In ihre Amtszeit fällt der 1220 begonnene Bau der noch heute bestehenden Basilika St. Margareta, die unter dem Patrozinium des Hl. Hippolyt steht. Die Einweihung des Gotteshauses im Jahre 1236 erlebte sie nicht mehr.
Während ihrer Amtszeit war das Kloster prosperierend. Der geistlich-religiöse Bereich erlebte eine Blütezeit. 1218 erwarb Guda in Gerresheim ein Gewandhaus und in einer Urkunde aus diesem Jahre bezeichnet sie die Ortschaft als „Stadt“ und ihre Bewohner als „Bürger“. Guda ist bis 1232 nachgewiesen. Die nächste nachgewiesene Nachfolgerin als Äbtissin in Gerresheim ist Gertrud von Neuenkirchen ab 1254. Guda wird als „außerordentlich besorgte Vorsteherin“ gerühmt.
Entgegen der Chronologie der Äbtissinnen des Freckenhorster St. Bonifatius-Stifts lässt sich Guda als Äbtissin des Freckenhorster Stifts nicht nachweisen.